# ماركوس واشنطن
ماركوس واشنطن (بالإنجليزية: Marcus Washington)‏ هو لاعب كرة قدم أمريكية أمريكي، ولد في 17 أكتوبر 1977 في أوبورن في الولايات المتحدة.

## وصلات خارجية
- ماركوس واشنطن على موقع مرجع كرة القدم المحترفة.كوم (الإنجليزية)